# Helene Engelbrecht
Helene Engelbrecht (* 18. November 1849 in Braunschweig; † 28. August 1927 ebenda) war eine deutsche Pädagogin, Frauenrechtlerin, Wohltäterin und Gründerin mehrerer Wohlfahrtseinrichtungen.

## Leben

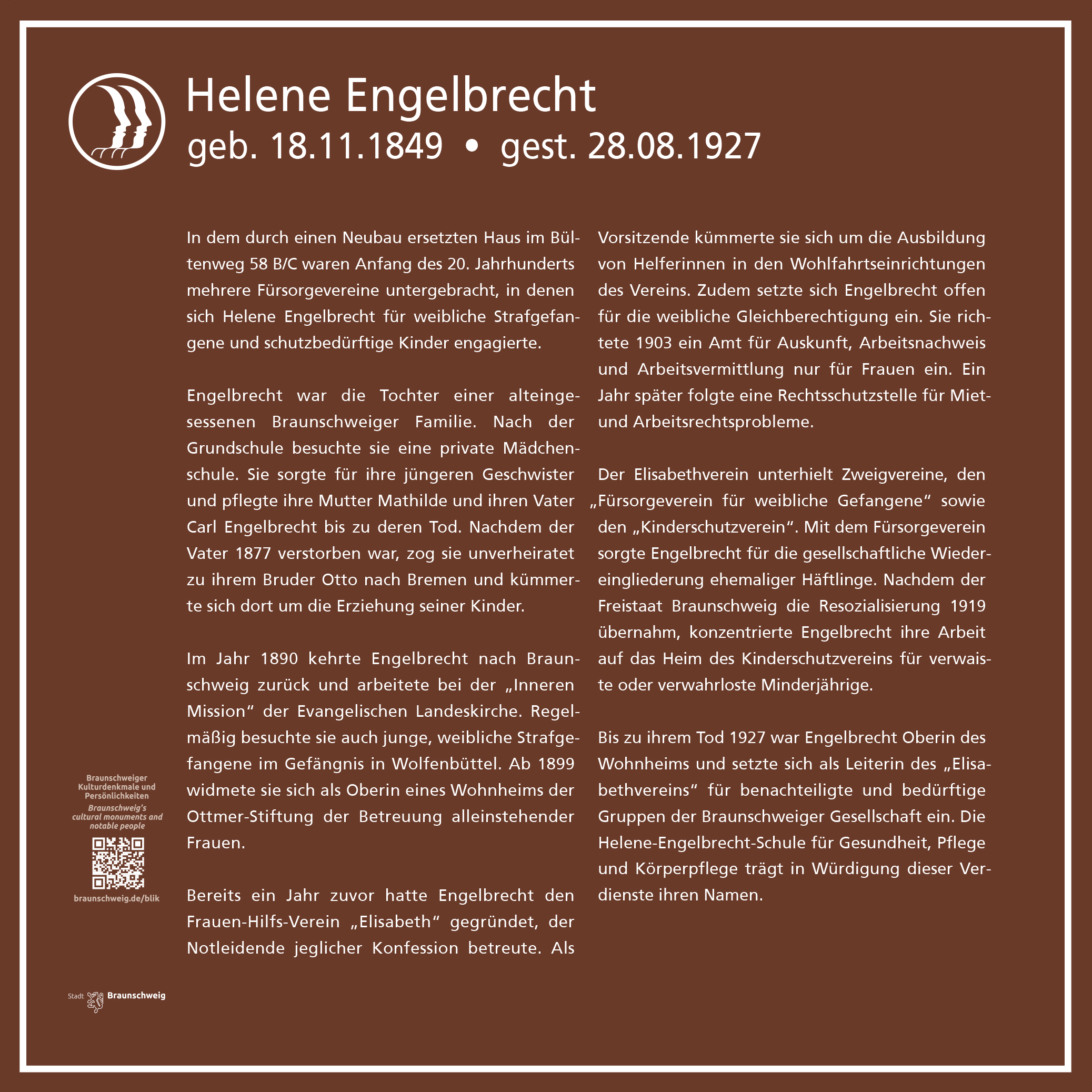
BLIK-Hinweistafel am ehemaligen Standort mehrerer Fürsorgevereine Bültenweg 58B/C

Engelbrecht wurde in eine kinderreiche Juristenfamilie hineingeboren. Sie zog zunächst zu ihrem Bruder nach Bremen und arbeitete dort als Erzieherin ihrer Nichten und Neffen. Im Jahr 1900 kehrte sie in ihre Geburtsstadt zurück und erhielt eine Anstellung als Leiterin des Frauenhilfsvereins „Elisabeth“. In den folgenden zwanzig Jahren besuchte und betreute sie regelmäßig weibliche Strafgefangene in Wolfenbüttel. Um diese auf die Haftentlassung vorzubereiten und eine Resozialisierung zu erreichen,  gründete sie einen Hilfsverein. Sie engagierte sich zudem auch für andere sozial benachteiligte Gruppen der Bevölkerung. So kümmerte sie sich um Kinder, die Misshandlungen erlitten hatten, sorgte für die Ausbildung von qualifiziertem Betreuungspersonal für die Waisenhäuser oder setzte sich für verarmte Mitbürger ein.
Im Jahr 1903 gründete sie speziell für Frauen ein Amt für Auskunft, Arbeitsnachweise und Arbeitsvermittlung. Im darauf folgenden Jahr entstand eine Rechtsamtsstelle. Diese befasste sich mit Miet- und Arbeitsrechtsproblemen, denen sich Frauen zu jeder Zeit stellen mussten. Die Frauenrechtlerin war fest davon überzeugt, dass die dort beschäftigten Frauen durch ihre neuen – in Staatsbürgerkunde gewonnenen – Einsichten für die Gleichberechtigung der Frau eintreten könnten. Ab dem Jahr 1906 engagierte sie sich zudem für den Braunschweiger Kinderschutzbund und erreichte, dass der Verein Frauen für die Waisenpflege ausbilden durfte. 1908 wurde die Ausbildung vom Frauenhilfsverein abgelöst und war von diesem Zeitpunkt an ein selbstständiger Zweig.
Von konservativer Seite wurde Engelbrecht oftmals kritisiert, jedoch ließ sie sich von dieser Kritik nicht von ihren Vorhaben abbringen, Notleidenden zu helfen, sondern kümmerte sich um die Armen und Waisen ihrer Heimatstadt. 1909 wurden beispielsweise eine Polizeiassistentin, eine Krankenkassenkontrolleurin und eine Wohnungsinspektorin in Braunschweig eingestellt. Während des Ersten Weltkrieges konnte der Verein dank zahlreicher ehrenamtlicher Helferinnen und der Wohlfahrtsgruppe der Braunschweiger Industrie bestehen bleiben. Lediglich die Rechtsschutzstelle sowie die Volksküche wurden an andere Organisationen weitergegeben.
Helene Engelbrecht starb kurz vor Vollendung ihres 78. Lebensjahres.

## Nachleben
Die ehemalige Berufsschule IV der Stadt Braunschweig wählte Helene Engelbrecht als Namenspatin, da sich ihr gemeinnütziges Engagement mit dem Leitbild der Schule deckt. Auch eine Straße im Braunschweiger Stadtteil Stöckheim wurde nach ihr benannt.